# Ostromecko
Ostromecko (Deutsch: Ostrometzko; 1942–45: Ostermetz) ist ein Dorf mit 880 Einwohnern im Powiat Bydgoski der Woiwodschaft Kujawien-Pommern in Polen.

## Kurzbeschreibung
In Ostromecko befinden sich zwei Schlösser. Das ältere wurde 1758–1766 im spätbarocken Stil erbaut; das größere, klassizistische entstand 1849 nach Plänen des Schinkelschülers Eduard Titz. Die Schlösser gehörten der 1629 geadelten, aus Böhmen stammenden Familie Schönborn und von 1890 bis 1945 der Familie von Alvensleben (Albrecht von Alvensleben-Schönborn). Des Weiteren befindet sich in dem Dorf eine 1763–1764 erbaute Kirche. Seit 1894 wird in Ostromecko Mineralwasser aus der sogenannten Sauerbrunnen-Marienquelle gewonnen.

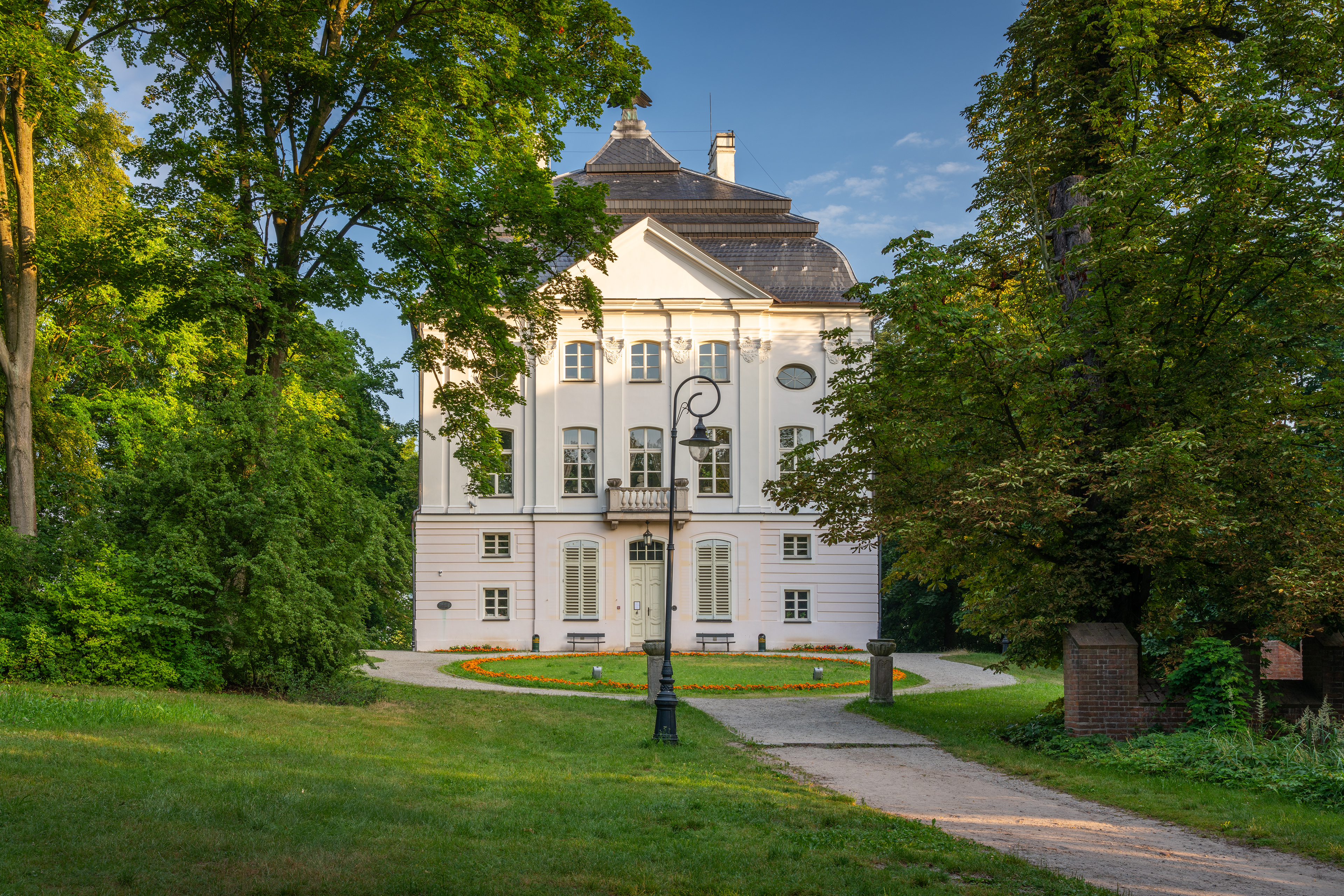
Das Alte Schloß
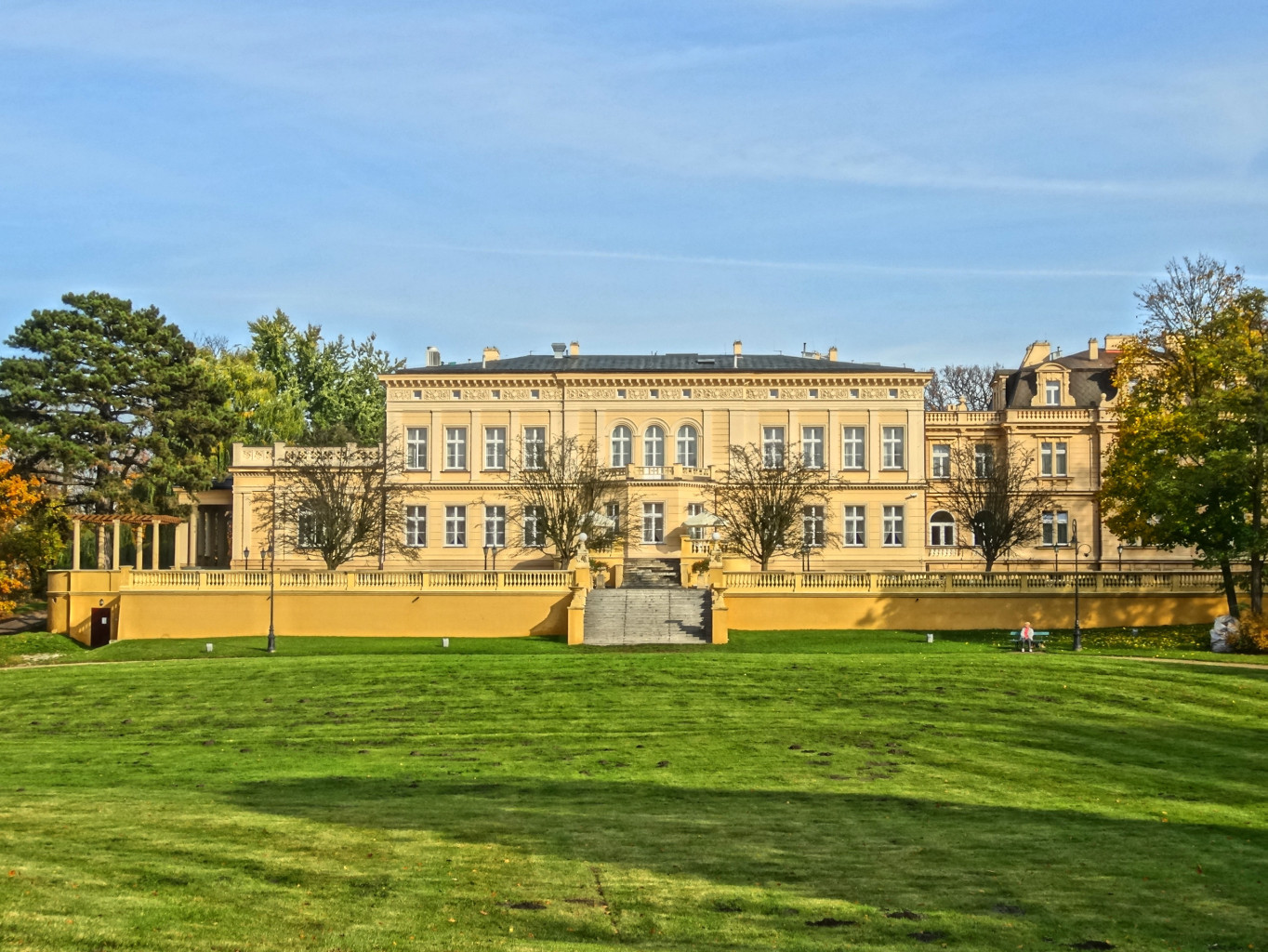
Das Neue Schloß